# خوسيه ألبرتو لوبيز مينينديث
خوسيه ألبرتو لوبيز مينينديث (بالإسبانية: José Alberto López Menéndez)‏ هو مدرب كرة قدم إسباني، ولد في 21 مايو 1982 في أوفييدو في إسبانيا.

## وصلات خارجية
- خوسيه ألبرتو لوبيز مينينديث على موقع قاعدة بيانات كرة القدم.إي يو (الإنجليزية)